# Sebastián Contín Pellicer
Sebastián Contín Pellicer (Sigüés, 3 de noviembre de 1944-20 de junio de 2025) fue un médico y político español.

## Biografía
Sebastián Contín nació en el municipio zaragozano de Sigües (1944). Tras licenciarse en Medicina en la Universidad de Zaragoza, se especializó en Otorrinolaringología y Pediatría, y trabajó en el Hospital Universitario Miguel Servet siendo jefe del servicio de Otorrino. Compatibilizó su carrera médica con la política.
Contín comenzó su carrera política como primer teniente de alcalde en el Ayuntamiento de Zaragoza (1973-1979). Participó en la fundación de Alianza Popular (1976). También fue diputado autonómico en las Cortes de Aragón, por el Partido Popular en las III, IV y V Legislaturas (1991-2003). Y senador por designación del Parlamento de Aragón en la VI y VII Legislaturas (1996-2003).
Sebastián Contín falleció en el 20 de junio de 2025, a los 80 años.